# Béjaïa
Béjaïa (izg. Bedžaja, kabilsko Bgayet, ⴱⴳⴰⵢⴻⵜ), nekoč Bougie in Bugia, je sredozemsko pristaniško mesto v zalivu Béjaïa v Alžiriji. Je upravno središče Province   Béjaïa v regiji Kabylia in največje mesto v regiji. V mestu se govori večinoma kabilsko. Raznolikost lokalnega prebivalstvo je mogoče razložiti z njegovo zgodovino: na tem ozemlju so svoje korenine pustili predvsem Berberi, Rimljani, germanski Vandali, Arabci, Španci in Turki.

## Zgodovina

### Rimskoinbizantinskoobdobje
Béjaïa stoji na mestu antičnega mesta Saldae, ki je bilo v kartažanskem in rimskem obdobju manj pomembno pristanišče na ozemlju, naseljenim z  numidijskimi Berberi. Saldae je kot kolonijo rimskih vojaških veteranov  ustanovil cesar Avgust. Kasneje so postale pomembno mesto in sedež škofije v provinci Mauretania Caesariensis in kaneje Mauretania  Sitifensis.
V 5. stoletju so Saldae postale prestolnica kratkoživega Vandalskega kraljestva, ki se je končalo z bizantinsko osvojitvijo severne Afrike leta 533. Bizantinci so ustanovili Afriško prefekturo in kasneje Kartaginski eksarhat.

### Muslimanski in fevdalni vladarji
V 7. stoletju so severno Afriko osvojili Arabci in na mestu Sald ustanovili Béjaïo. Hamadidska dinastija jo je izbrala za svojo prestolnico in postala je pomembno pristanišče in kulturno središče.
ed vladavino Almohadov je v mestu živel sin pisanskega trgovca (in morda konzula), slavni matematik Leonardo Fibonacci, ki je pri tamkajšnjih učenjakih študiral muslimansko matematiko, imenoval jo je modus indorum, in hindujsko-arabske številke. Svoje znanje je kasneje prenesel v srednjeveško Evropo. Béjaïa je bila v tistem času pomembno čebelarsko središče in izvoznica čebeljega voska, zato so Fibonaccija in po njem imenovano Fibonaccijevo zaporedje, objavljeno v Liber Abaci, bolj verjetno navdihnile čebele ine ne zajci.
Leta 1315 je bil v mestu do smrti kamenjan katalonski pisec, filozof in teolog Ramon Llull, nekaj let pred tem pa obešen Peter Armengaudius (Peter Armengol).
Po španski okupaciji (1510-1555) so mesto leta 1555 zasedli osmanski Turki. Béjaïa je bila skoraj tristo let trdnjava berberskih piratov. Mesto je bilo naseljeno predvsem z arabsko govorečimi Mavri, Moriski in Judi. Število judovskega prebivalstva se je, zlasti po letu 1492, močno povečalo raradi beguncev iz Španije. Berberi niso živeli v mestu, ampak v okoliških vaseh, in so v mesto prihajali predvsem na semanjske dni.
Iz tega obdobja sta mošeja iz 16. stoletja in kasaba (trdnjava), ki so ko zgradili Španci leta 1545. 

### Francoska kolonialna oblast
Francozi so mesto zasedli leta 1833 in ga vključili v kolonialno Alžirijo. Večino časa je bila sedež (ous-préfecture) okrožja (arrondissement). Sredi 20. stoletja je imelo okrožje 513.000 prebivalcev, od tega 20.000 v Béjaïi. Mesto je spadalo v departma Konstantin, leta 1957 pa je dobilo svoj departma.

### Bitka pri Béjaïi
Med drugo svetovno vojno so se med operacijo Bakla v severni Afriki  izkrcali zavezniki. V Béjaïi se je 11. novembra 1942  izkrcal britanski Kraljevi regiment zahodnega Kenta. 
Še isti dan je ob 16:40  Béjaïo s trideset bombniki Ju-88 in torpednimi letali napadla nemška Luftwaffe. Potopila je transportni ladji Awatea in Cathay in poškodovala monitor HMS Roberts. Naslednji dan je na mino naletela protiletalska ladja SS Tynwald in se potopila. V bombnem napadi je bila uničena transportna ladja Karanja.

### Alžirska republika
Ko je Alžirija dobila neodvisnost, je Béjaïa postala upravno središče Province Béjaïa, ki obsega del vzhodne berberske regije  Kabylia.

## Geografija
Nad mestom je gora Yemma Gouraya, katere obris  naj bi bil podoben speči ženski. Drugi bližnji slikoviti točki sta plaža Aiguades  in Pic des Singes (Opičji vrh). Na slednjem živijo ogroženi berberski makaki, ki so bili v prazgodovini mnogo bolj razširjeni kot so zdaj. Vse tri geografske točke spadajo v Narodni park Gouraya. Mimo mesta teče reka Soummam.
Pod francosko oblastjo je  imela Béjaïa več evropskih imen: nemško Budschaja, italijansko Bugia in Bougie [buˈʒi]. Zadnji dve imeni pomenita svečo, ker je bilo mesto znano po trgovanju s čebeljim voskom.

### Podnebje
Béjaïa ima, podobno kot večina  drugih alžirskih sredozemskih mest, sredozemsko podnebje (Köppenova klimatska klasifikacija Csa) z zelo vročimi suhimi poletji in vlažnimi zimami.
| Podnebni podatki za Béjaïa                 | Podnebni podatki za Béjaïa | Podnebni podatki za Béjaïa | Podnebni podatki za Béjaïa | Podnebni podatki za Béjaïa | Podnebni podatki za Béjaïa | Podnebni podatki za Béjaïa | Podnebni podatki za Béjaïa | Podnebni podatki za Béjaïa | Podnebni podatki za Béjaïa | Podnebni podatki za Béjaïa | Podnebni podatki za Béjaïa | Podnebni podatki za Béjaïa | Podnebni podatki za Béjaïa |
| Mesec                                      | Jan                        | Feb                        | Mar                        | Apr                        | Maj                        | Jun                        | Jul                        | Avg                        | Sep                        | Okt                        | Nov                        | Dec                        | Letno                      |
| ------------------------------------------ | -------------------------- | -------------------------- | -------------------------- | -------------------------- | -------------------------- | -------------------------- | -------------------------- | -------------------------- | -------------------------- | -------------------------- | -------------------------- | -------------------------- | -------------------------- |
| Rekordno visoka temperatura °C             | 27.7                       | 32.0                       | 37.0                       | 33.0                       | 37.3                       | 42.8                       | 44.7                       | 47.6                       | 42.5                       | 40.0                       | 37.4                       | 33.0                       | 47.6                       |
| Povprečna visoka temperatura °C            | 16.4                       | 16.8                       | 17.7                       | 19.3                       | 22.0                       | 25.3                       | 28.7                       | 29.3                       | 27.8                       | 24.3                       | 20.3                       | 16.9                       | 22.1                       |
| Povprečna dnevna temperatura °C            | 12.1                       | 12.3                       | 13.1                       | 14.7                       | 17.6                       | 21.0                       | 24.0                       | 24.8                       | 23.2                       | 19.7                       | 15.8                       | 12.7                       | 17.6                       |
| Povprečna nizka temperatura °C             | 7.7                        | 7.6                        | 8.5                        | 10.1                       | 13.1                       | 16.6                       | 19.3                       | 20.2                       | 18.5                       | 15.0                       | 11.2                       | 8.4                        | 13.0                       |
| Rekordno nizka temperatura °C              | −1.0                       | −4.0                       | −0.1                       | 2.0                        | 5.8                        | 7.8                        | 13.0                       | 11.0                       | 11.0                       | 8.0                        | 1.6                        | −2.4                       | −4.0                       |
| Povprečna količina padavin mm              | 99.7                       | 85.9                       | 100.4                      | 70.7                       | 41.2                       | 16.2                       | 5.8                        | 13.0                       | 40.4                       | 89.5                       | 99.7                       | 135.0                      | 797.5                      |
| Povprečna relativna vlažnost (%)           | 78.5                       | 77.6                       | 77.9                       | 77.9                       | 79.9                       | 76.9                       | 75.0                       | 74.6                       | 76.4                       | 76.3                       | 75.3                       | 76.0                       | 76.9                       |
| Vir 1: NOAA (1968-1990)                    |                            |                            |                            |                            |                            |                            |                            |                            |                            |                            |                            |                            |                            |
| Vir 2: climatebase.ru (extremes, humidity) |                            |                            |                            |                            |                            |                            |                            |                            |                            |                            |                            |                            |                            |

## Gospodarstvo
V Béjaïi je zadnja postaja saharskega naftovoda Hassi Messaoud, zaradi katerega je mesto največje naftno pristanišče v zahodnem Sredozemlju. Poleg nafte se izvaža tudi železo, fosfati, vina in suhe fige in slive. V mestu sta industriji plute in tekstila.

## Pobrateno mesto
- Brest, Francija, od 1995[11]